# Катрієль Мурієль
Катрієль Пеуєн Мурієль (ісп. Catriel Pehuén Muriel; нар. 10 січня 1993, Буенос-Айрес) — аргентинський борець вільного та греко-римського стилів, дворазовий чемпіон та срібний призер чемпіонатів Південної Америки, триразовий бронзовий призер Панамериканських чемпіонатів, дворазовий срібний призер Панамериканських ігор. Всіх основних успіхів на міжнародних змаганнях досяг у вільній боротьбі.

## Спортивні результати на міжнародних змаганнях

### Виступи на Чемпіонатах світу
| Змагання                        | Збірна    | Вагова категорія           | Місце |
| ------------------------------- | --------- | -------------------------- | ----- |
| Чемпіонат світу з боротьби 2018 | Аргентина | вільна боротьба, до 125 кг | 8     |
| Чемпіонат світу з боротьби 2022 | Аргентина | вільна боротьба, до 125 кг | 15    |

### Виступи на Панамериканських чемпіонатах
| Змагання                                   | Збірна    | Вагова категорія                  | Місце  |
| ------------------------------------------ | --------- | --------------------------------- | ------ |
| Панамериканський чемпіонат з боротьби 2017 | Аргентина | вільна боротьба, до 125 кг        | 5      |
| Панамериканський чемпіонат з боротьби 2018 | Аргентина | вільна боротьба, до 125 кг        | Бронза |
| Панамериканський чемпіонат з боротьби 2019 | Аргентина | вільна боротьба, до 125 кг        | 9      |
| Панамериканський чемпіонат з боротьби 2021 | Аргентина | вільна боротьба, до 125 кг        | Бронза |
| Панамериканський чемпіонат з боротьби 2021 | Аргентина | греко-римська боротьба, до 130 кг | 5      |
| Панамериканський чемпіонат з боротьби 2022 | Аргентина | вільна боротьба, до 125 кг        | Бронза |

### Виступи на Чемпіонатах Південної Америки
| Змагання                                    | Збірна    | Вагова категорія                  | Місце  |
| ------------------------------------------- | --------- | --------------------------------- | ------ |
| Чемпіонат Південної Америки з боротьби 2015 | Аргентина | вільна боротьба, до 125 кг        | Золото |
| Чемпіонат Південної Америки з боротьби 2016 | Аргентина | вільна боротьба, до 125 кг        | Срібло |
| Чемпіонат Південної Америки з боротьби 2017 | Аргентина | вільна боротьба, до 125 кг        | Золото |
| Чемпіонат Південної Америки з боротьби 2017 | Аргентина | греко-римська боротьба, до 130 кг | 7      |

### Виступи на Південноамериканських іграх
| Змагання                       | Збірна    | Вагова категорія           | Місце  |
| ------------------------------ | --------- | -------------------------- | ------ |
| Південноамериканські ігри 2018 | Аргентина | вільна боротьба, до 125 кг | Срібло |
| Південноамериканські ігри 2022 | Аргентина | вільна боротьба, до 125 кг | Срібло |

### Виступи на Кубках світу
| Змагання                    | Збірна    | Вагова категорія           | Місце |
| --------------------------- | --------- | -------------------------- | ----- |
| Кубок світу з боротьби 2020 | Аргентина | вільна боротьба, до 125 кг | 11    |

### Виступи на інших змаганнях
| Змагання                           | Збірна    | Вагова категорія                  | Місце  |
| ---------------------------------- | --------- | --------------------------------- | ------ |
| Гран-прі Іспанії з боротьби 2016   | Аргентина | греко-римська боротьба, до 130 кг | 5      |
| Гран-прі Парижа з боротьби 2017    | Аргентина | вільна боротьба, до 125 кг        | 5      |
| Кубок Бразилії з боротьби 2017     | Аргентина | греко-римська боротьба, до 130 кг | Срібло |
| Кубок Бразилії з боротьби 2017     | Аргентина | вільна боротьба, до 125 кг        | Золото |
| Гран-прі Іспанії з боротьби 2018   | Аргентина | вільна боротьба, до 125 кг        | Бронза |
| Henri Deglane Challenge 2019       | Аргентина | вільна боротьба, до 125 кг        | 5      |
| Гран-прі Франції Анрі Деглана 2023 | Аргентина | греко-римська боротьба, до 130 кг | 7      |
| Гран-прі Франції Анрі Деглана 2023 | Аргентина | вільна боротьба, до 125 кг        | Бронза |